# Kim Il-chol
Pour les articles homonymes, voir Kim.
Kim Il-chol, né en 1933 et mort en septembre 2023, est un ancien membre de la Commission de Défense Nationale de Corée du Nord et c'est un ancien Ministre de la Défense.

## Biographie
Il est né à Pyongyang en 1933. Il est diplômé de l'École Révolutionnaire Mangyongdae et de l'Académie Navale d'Union Soviétique. Bien que l'Armée de Corée du Nord dépende principalement de l'Armée de Terre, l'Amiral Kim qui était le commandant de la Marine de Corée depuis 1982, a été installé en tant que Ministre des Forces Armées populaires (en tant que "militaire suprême") en 1998, pour combler le poste qui a été laissé vacant par Choe Kwang, car Choe Kwang est décédé en février 1997, cette nomination indique que Kim Il-chol a été pleinement approuvé par Kim Jong-il. Kim Il-chol a participé en tant que délégué principal à la réunion du ministre de la défense inter-coréenne tenue pour la première fois depuis la division de la péninsule coréenne, en septembre 2000.
Kim a été nommé à la Commission de Défense Nationale de la Corée du Nord en 1988. Il a été démis de toutes ses fonctions en 2010, dû à son âge avancé.